# GIFT (Mr.Children單曲)
《GIFT》，是日本樂團Mr.Children的第32張單曲。2008年7月30日發行。

## 簡介
《GIFT》Mr.Children專門為NHK的北京奧運會和北京殘奧會節目而作的主題曲。歌曲具有典型的Mr.Children勵志歌曲特色，抒情而充滿哲理，撼動人心。表達出過程比勝負更加重要的奧林匹克精神。
樂團主唱櫻井和壽曾針對奧運會觀眾將焦點聚焦在金牌，表達出自己的看法：
|  | 與金銀銅的勝利者相比起來，一定會有更有價值的光輝存在的。即使得不到勝利的人，或是在沒有勝負之分的日常中努力生活的人，也一定能發放不輸給獎牌的光芒。 |

是2008年連續三個月每個月發行作品（單曲《GIFT》、演唱會DVD《Mr.Children "HOME" TOUR 2007 -in the field-》、單曲《HANABI》）的第一彈。
年度銷量為33.5萬張，是2008年度日本單曲銷量第15位。獲邀上第59回NHK紅白歌合戰上演唱。

## 收錄曲目
1. GIFT
作詞、作曲：櫻井和壽；編曲：小林武史 & Mr.Children
NHK的北京奧運會、北京殘奧會主題曲
2. 人行橫道上的人們（横断歩道を渡る人たち）
作詞、作曲：櫻井和壽；編曲：小林武史 & Mr.Children
3. 風與星星，還有梅比烏斯環 (Single Version)（風と星とメビウスの輪 (Single Version)）
作詞、作曲：櫻井和壽；編曲：小林武史 & Mr.Children

## 外部連結
- 唱片介紹（页面存档备份，存于） Mr.Children官方網站

on9